# Abbazia di San Benedetto in Polirone

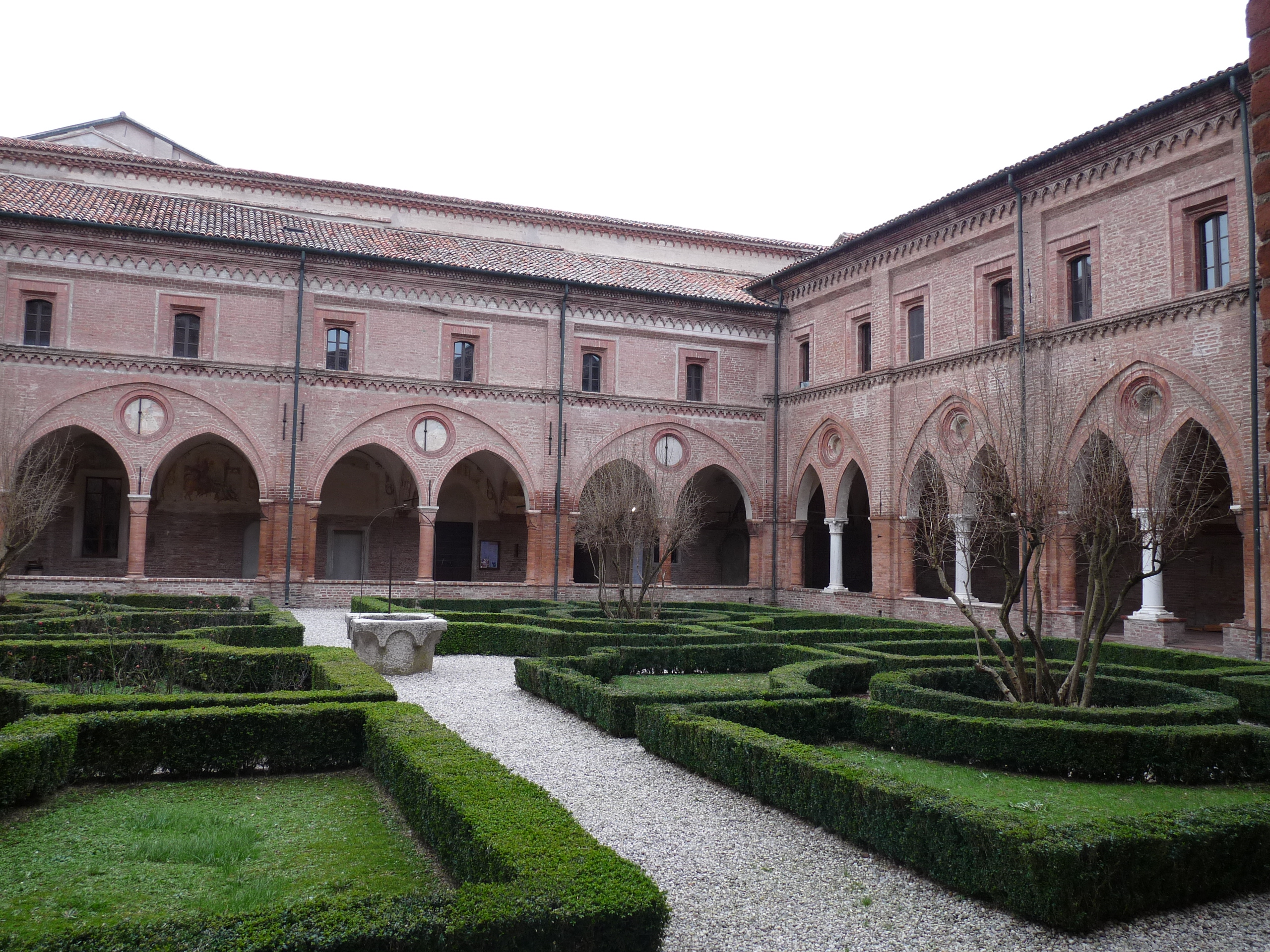
Il chiostro di San Simeone

L'abbazia di San Benedetto in Polirone è un'antica abbazia situata nel territorio del comune di San Benedetto Po (Mantova); la chiesa abbaziale ha la dignità di basilica minore.

## Storia e descrizione
L'abbazia fu fondata nel 1007 dal conte di Mantova Tedaldo di Canossa (nonno paterno di Matilde), che la dedicò a sé stesso e alla defunta moglie Willa, attraverso una donazione ai monaci benedettini di metà dei terreni che si trovavano tra i fiumi Po e Lirone - sito importante per garantire il controllo della navigazione fluviale - nel luogo dove nel 962 era stata costruita una cappella intitolata a San Benedetto. Del precedente insediamento romano abbiamo poche tracce.
Si trattava di un significativo centro spirituale, formato inizialmente da un piccolo nucleo di 7 monaci. Verso la metà dell'XI secolo Bonifacio di Canossa, signore del territorio, riedificò la chiesa dedicandola a san Simeone di Polirone. Se di questa chiesa rimangono oggi pochi resti, è ancora esistente l'oratorio di Santa Maria (al quale si accede dal transetto dell'attuale chiesa abbaziale), costruito dallo stesso Bonifacio nello stesso periodo.
Nel 1077, in occasione dell'incontro tra l'imperatore Enrico IV e il papa Gregorio VII a Canossa, Matilde, succeduta al padre Bonifacio, donò il monastero al papa, che a sua volta lo affidò all'abate dell'abbazia di Cluny, Ugo di Cluny. Il monastero aderì pertanto alla riforma di Cluny e alle Consuetudines del monastero francese, che regolavano la vita, la liturgia ed anche l'architettura: la chiesa infatti fu ricostruita verso il 1130 secondo la tipologia cluniacense, con deambulatorio, cappelle radiali e transetto absidato; l'oratorio di Santa Maria, consacrato nel 1085, venne adattato in modo tale da riprodurre l'analogo oratorio di Cluny. Il monastero di Polirone, molto potente, diventò in quel periodo un importante centro culturale, dotato di un celebre scriptorium, dove si trascrivevano i manoscritti sia per uso liturgico sia per studio.
Al tempo della lotta per le investiture, fu uno dei principali centri propulsori della diffusione della riforma gregoriana nell'Italia settentrionale. Tra il 1115 e il 1632 ospitò la tomba di Matilde di Canossa, il cui corpo fu poi traslato nella basilica di San Pietro a Roma in un nuovo sepolcro. Visse poi almeno due secoli, XIII e XIV, di continua decadenza spirituale ed economica, aggravata dalle lotte contadine (dei contadini non pagati o sottopagati) contro il monastero, mentre molte famiglie mantovane cominciarono ad impadronirsi dei beni monastici. In questi due secoli, l'abbazia iniziò a passare in commenda.
Nel 1419 i Gonzaga, con Guido Gonzaga, divennero abati commendatari, cioè amministratori del monastero: essi si preoccuparono anche dell'aspetto spirituale della comunità monastica aggregandola nel 1420 alla Congregazione di Santa Giustina di Padova, divenuta poi Congregazione cassinese. La Congregazione, oltre ad una rinnovata spiritualità, promosse lo studio delle umanae litterae. Polirone ospitò anche autorevoli protagonisti della devotio moderna, un movimento legato a Padova e a Venezia che anticipava alcuni temi dell'evangelismo protestante; a Polirone fu ospite anche Martin Lutero durante il suo viaggio a Roma nel 1510. La chiesa fu ricostruita in forme tardogotiche, intuibili al di sotto delle ristrutturazioni di Giulio Romano che, infine, trasformò quasi completamente il complesso nella veste attuale.
Nel 1425, la congregazione benedettina De Unitate seu de Observantìa incaricò Giacomino da Asti, canonico di san Benedetto in Polirone, e don Marziale, canonico di Santa Giustina, della revisione del Missale Vetus ad usu Templariorum (Messale Antico ad uso dei Templari) e del breviario, poi convalidati dai capitoli generali del 1428 e del 1451. Questi fatti rappresentarono una delle più importanti opere di riforma liturgica antecedenti il Concilio di Trento del 1545.
Tra Quattro e Cinquecento lo scriptorio del monastero rifiorì e ospitò filosofi e umanisti. Molto importante per la costruzione e ricostruzione del monastero fu la presenza dell'abate Gregorio Cortese, umanista e giurista: fu lui che incaricò Giulio Romano della ristrutturazione del complesso nel 1540 e chiamò a lavorarvi i migliori artisti attivi fra Mantova e Verona, tra i quali il Correggio, il pittore veronese Girolamo Bonsignori e lo scultore Antonio Begarelli. A Paolo Veronese furono commissionate ben tre pale destinate alle prime tre cappelle di destra. L'artista le realizzò in soli tre mesi, tra la fine del 1561 e il marzo 1562. La consacrazione di san Nicola è ora alla National Gallery di Londra mentre La Madonna con Bambino e san Girolamo è andata distrutta nel 1836 nell'incendio delle Yates Galleries di Londra. Il terzo dipinto La Madonna con Bambino, sant'Antonio abate e san Paolo eremita , dopo essere transitato da una collezione privata francese prima del 1850, si trova attualmente al Chrysler Museum of Art di Norfolk (Usa).
La storia dell'abbazia nel '600 e '700 è storia d'inondazioni, di guerre e di saccheggi. Il monastero era impoverito a tal punto che l'abate nel 1633 vendette al papa Urbano VIII il corpo della contessa Matilde, sepolta nella chiesetta di Santa Maria, in cambio di una considerevole somma di denaro. Matilde ora riposa in San Pietro in un ricco sepolcro del Bernini.
Nel 1790 Paolo Pozzo curò una ristrutturazione in stile neoclassico della biblioteca dell'abbazia. Sette anni dopo, durante l'epoca napoleonica, l'abbazia venne soppressa (1797). Per fortuna i libri e i manoscritti furono portati alla biblioteca comunale di Mantova e in buona parte salvati. La chiesa dell'abbazia venne invece elevata alla dignità di parrocchiale.
Oggi si conservano il refettorio grande, l'infermeria nuova, la basilica e tre chiostri:
- il chiostro degli Abati (XII secolo);[2]
- il chiostro di San Benedetto (rifatto nella metà del Quattrocento), dotato di archi a tutto sesto;[2]
- il chiostro di San Simeone (fine del Quattrocento), caratterizzato dalla presenza di archi ogivali.[2]

Del periodo medievale rimane la chiesetta di Santa Maria, con un mosaico pavimentale datato 1151, un candelabro della fine dell'XI secolo e una "capsella" (dal latino capsa, "cassetta per libri o per frutta") di avorio (XII - XIII secolo). Nel museo dell'abbazia, allestito nell'antico refettorio, si ammirano due rilievi con i mesi di novembre e dicembre, attribuiti a Wiligelmo. Del Cinquecento, oltre all'architettura di Giulio Romano, sono interessanti la porta lignea d'ingresso del 1547, il coro ligneo di Vincenzo Rovetta (1550), le statue di terracotta del Begarelli, nel refettorio l'affresco sulla parete di fondo attribuito al Correggio e una copia della tela con l'Ultima Cena di Girolamo Bonsignori. Si visita infine il grande scalone del 1674, decorato con stucchi. Dal 2006 al 2012, il complesso architettonico di san Polirone è stato oggetto di un restauro conservativo e funzionale. Nel 2020, sono stati effettuati gli stanziamenti per il restauro conservativo del campanile romanico, incluso il ripristino dello stato antecedente il sisma del 2012.

## Organo a canne

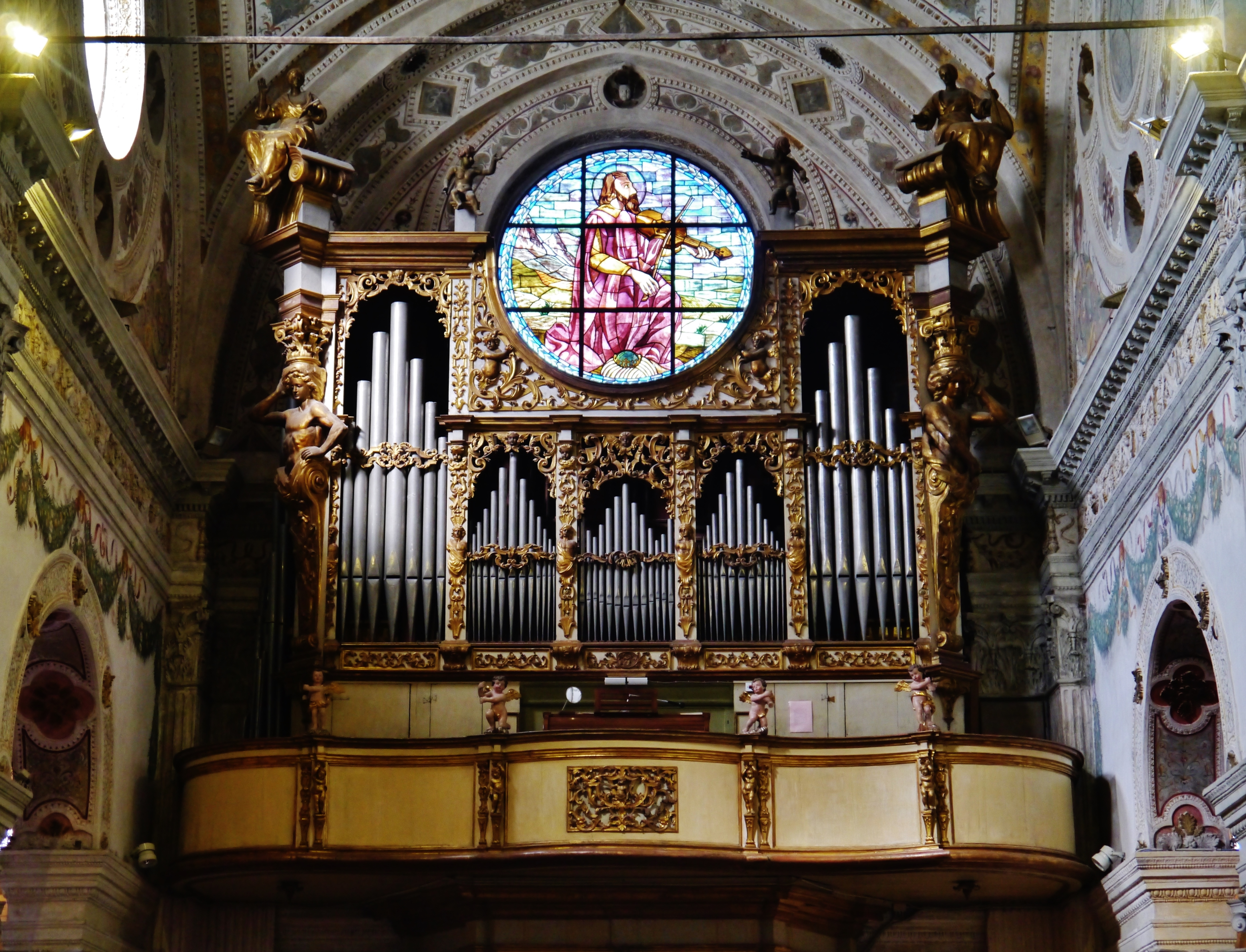
L'organo

Nella basilica è posto in cantoria in controfacciata l'organo a canne costruito da Giuseppe Bonatti di Desenzano attorno al 1726 circa. Nel periodo ottocentesco Giuseppe Grigolli, organaro veronese provvede a sostituire alcuni registri e la consolle meccanica originale di Bonatti con una pneumatica "all'avanguardia" dell'epoca. Negli anni '40 del Novecento la ditta Tamburini di Crema provvede a fornire una nuova consolle, alla trazione elettrica e ad un restauro accurato dello strumento, la catalogazione delle canne antiche e la sostituzione dei registri di Grigolli Viola da gamba 8' e Concerto viole 3 file rispettivamente con un Flautino 2' e un Ripienino 3 file. Viene poi aggiunto un fagotto 16' al pedale che si prolunga in fagotto 8' e clarone 4'. Il fagotto 8' si estende anche sul Grand'organo. Nel 2008 un ulteriore restauro e pulizia dell'organo con relativo restauro della cantoria e infine una pulizia generale e intonazione dopo la riapertura della basilica nell'estate 2014 a causa del terremoto.